# Башни Бегич

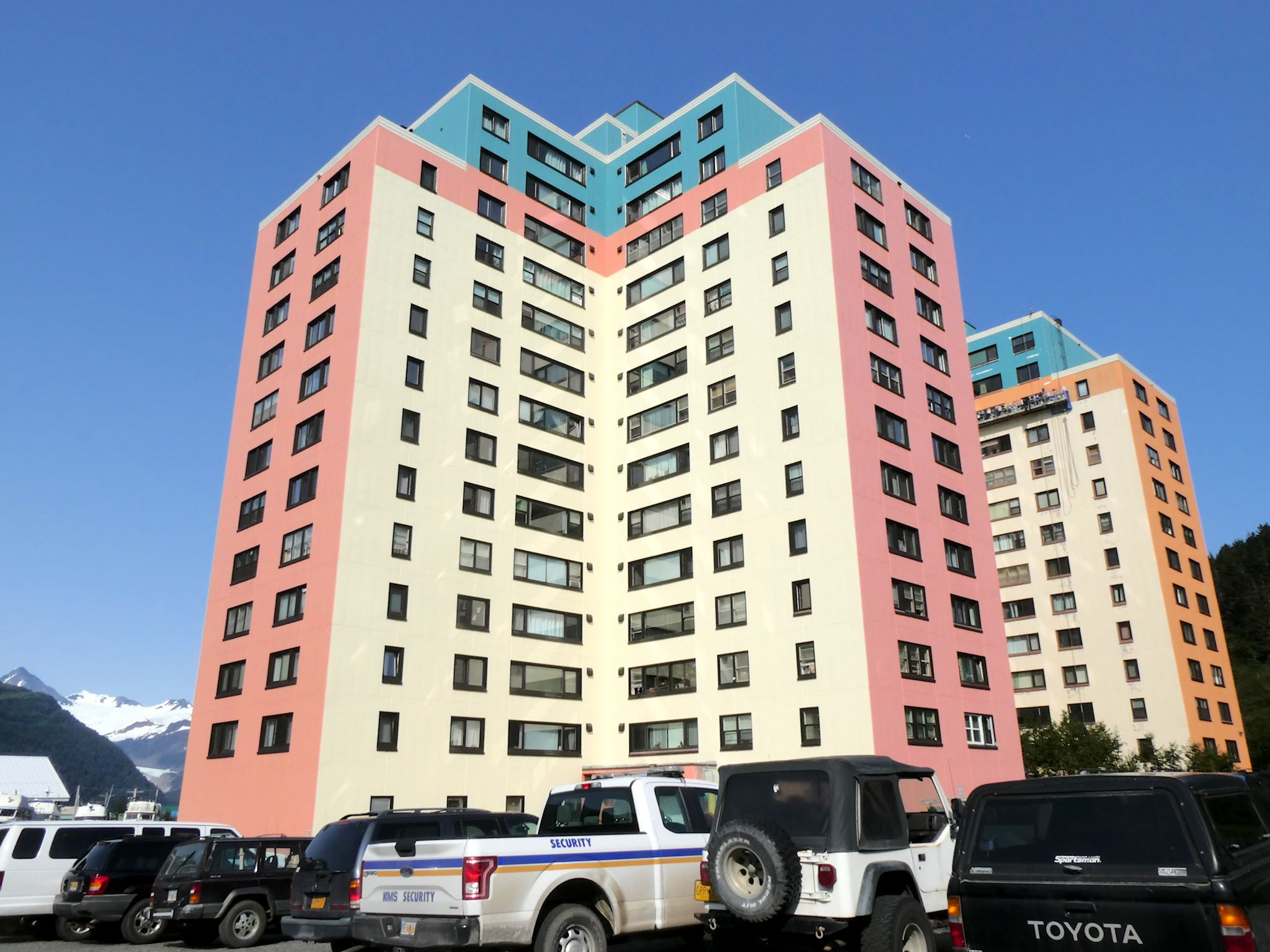
Вид на башни Бегич с железнодорожной станции Уиттиер

Башни Бегич (англ. Begich Towers) — здание в небольшом городе Уиттиер, Аляска. Представляет собой небольшую аркологию, в которой живет почти все население города, а также присутствуют общественные объекты. За это Уиттиер получил прозвище «город под одной крышей».

## История
Здание было спроектировано в 1953 году Антоном Андерсоном для размещения штаба Инженерного корпуса армии США. Здание было названо «Домом Ходжа» в честь полковника Уильяма Уолтера Ходжа, командира 93-го инженерного полка на шоссе Алькан. Здание Ходжа было частью более крупного проекта, который включал строительство десяти других подобных зданий для использования в военных целях. Здание построено в 1957 году. Рядом с ним был построен Бакнер Билдинг. Несмотря на амбициозный план развития города во времена Холодной войны, эти здания были единственными, которые были построены, они использовались армией США до начала 1960-х годов. Обе постройки должны были стать частью крупного военного комплекса, планировалось построить еще 8 подобных сооружений для нужд армии.
27 марта 1964 года случилось Великое Аляскинское землетрясение, магнитуда которого составляла чуть более 9 баллов, подземные толчки вызвали цунами. Волны доходили до 13 метров в высоту и сильно разрушили город: было уничтожено несколько строений на набережной, ущерб составил около $10 млн, погибли 13 жителей города. Здание Ходжа стало использоваться для коммерческих нужд, там разместились штаб-квартиры основных учреждений и коммерческих служб Уиттиера.
В 1972 году здание было переименовано в память о Нике Бегиче, конгрессмене с Аляски, который пропал в этом районе (предположительно, погиб в авиакатастрофе). В 1974 году Ассоциация владельцев квартир Begich Towers Condominium Association стала официальным управляющим всей структуры. Поскольку большая часть сообщества и его служб находятся внутри здания или подключены к нему, жители могут оставаться внутри здания в течение длительного периода времени (например, во время ненастной погоды).

## Особенности
Это 14-этажное здание, состоящее из трех соединенных вместе модулей. На северной стороне расположены два выступающих модуля, образующих две квадратные башни. Внутри множество разветвленных коридоров и лифтов, которые позволяют жителям попасть во все зоны комплекса.
Здание называется «башни» (во множественном числе), потому что с северной стороны расположено 2 выступающих модуля, которые напоминают башни.